# 涼風 (お笑いコンビ)
涼風（すずかぜ）は、事務所に所属せずフリーで活動していた日本のお笑いコンビ。
2025年7月5日に解散。

## メンバー
松尾だいち（まつお だいち、1999年2月9日（26歳））
ツッコミ担当、立ち位置は左。大阪府出身。
以前は「デコトラ」というコンビを組んでおり、「龍」という芸名で活動していた。それ以前も2組ほどコンビ経験があるほか、養成所にいた経験もある。
2000000000000京（にちょうけい、1999年9月30日（25歳））
ボケ担当、立ち位置は右。大阪府出身。
以前は「退勤5分前」というトリオを組んでいた。
結成当初は「かわい」という名前で活動していたが、2022年4月末より「2000000000000京」に改名した。
クボ（ガングリオン）、ハヤイカガヤイと仲が良く、3人でのトークライブも行っている。

## 概要・略歴
お互いに2020年頃より大阪のインディーズライブで活動を始める。
2020年10月12日、涼風を結成。結成時点ではお互いに前コンビの活動もしていたが、後に解散した。また結成時は松尾はフリーの芸人、2000000000000京は学生であった。
2021年、「舞台袖」で開催されていた兼業芸人のバトルライブ「二足のわらじ」に出演し、優勝を経験する。
2022年、2000000000000京が専門学校を卒業したことにより、揃ってフリーでプロの芸人を名乗るようになる。また、この頃より大阪市西区にあるライブハウス「楽屋A」に出演。劇場メンバー入りしたことで活動の幅を広げる。
2024年、ABCお笑いグランプリで準決勝進出。同年のM-1グランプリで準々決勝進出。
2025年7月5日をもって解散することを報告した。

## 芸風
漫才を演じる。ゆったりとしたテンポのしゃべくり漫才で、2000000000000京の哲学的な問いかけに対し松尾が想像を裏切るワードでツッコミを入れるスタイル。
M-1グランプリ2024で準々決勝に進出し、YouTubeやTVerにて配信されたことで知名度を向上。しずるの純が面白さに言及するなど著名人からもセンスを認められていた。

## 賞レースの成績

### M-1グランプリ[7]
| 年度             | 結果         | エントリーNo. | 会場                   | 日時     | 備考                                                            |
| ---------------- | ------------ | ------------- | ---------------------- | -------- | --------------------------------------------------------------- |
| 2021年（第17回） | 1回戦敗退    | 1727          | SPACE 14               | 9月23日  |                                                                 |
| 2022年（第18回） | 2回戦進出    | 187           | 森ノ宮よしもと漫才劇場 | 10月6日  |                                                                 |
| 2023年（第19回） | 1回戦敗退    | 5559          | SPACE 14               | 9月28日  |                                                                 |
| 2024年（第20回） | 準々決勝進出 | 374           | なんばグランド花月     | 11月20日 | 8月6日に1回戦敗退。 9月2日に再エントリーによる出場で1回戦通過。 |

### その他賞レースの成績
- 2024年 ABCお笑いグランプリ 準決勝進出
- 2025年 ABCお笑いグランプリ 準決勝進出[8]

## 出演

### テレビ
- るてんのんてる（読売テレビ、2024年2月2日）

### ラジオ
- マイナビLaughter Night（TBSラジオ、2023年4月7日・2025年3月15日）